# 黄庄河
黄庄河位于中华人民共和国河南省安阳市滑县境内，为金堤河右岸支流，是滑县东部的主要排涝河道。干流起自滑县东南高平镇刘谭村，承接文明渠来水，自西南向东北，流经周潭村、后赶鹅村、有里村、蒙堤村、三教堂村、老爷庙乡郝寨村、黄庄村、孔村、岳营村、王伍寨村、西大章村、大大章村、八里营镇东官寨村、李冢上村等地，于赵营镇西新庄村西北汇入金堤河。河长约27千米，流域面积1301平方千米。

## 备注
1. ↑  此河长由天地图在线地图中量得，供参考。《中国河湖大典·黄河卷》记录为32.4千米，并称黄庄河于赵营镇小韩村以东的五爷庙汇入金堤河。通过地图、在线地图影像查询，西新庄村西北至五爷庙段实际上就是金堤河上游柳青河河段，黄庄河实际上应在西新庄村西北汇入金堤河。五爷庙处是贾公河汇入金堤河处，有部分资料（包括天地图）将贾公河视为金堤河上游，如果以贾公河作为金堤河上游，柳青河就变成了金堤河支流，但又与《中国河湖大典·黄河卷》中“金堤河”条目描述矛盾。本文按柳青河作为金堤河上游为基准，故黄庄河应在西新庄村西北汇入金堤河。